# آخرین داوری (فیلم ۱۹۴۵)
«آخرین داوری» (انگلیسی: The Last Judgment) یک فیلم است به کارگردانی رنه شاناس. از بازیگران آن می‌توان به جین دسایی و لوئی سنیه اشاره کرد.